# سالفاتور بيليغري
سالفاتور بيليغري (بالفرنسية: Salvator Pellegry)‏ (25 مارس 1898 – 16 فبراير 1965) هو سبّاح فرنسي راحل، مثّل بلاده في الألعاب الأولمبية الصيفية 1924.

## روابط خارجية
سالفاتور بيليغري على موقع الاتحاد الدولي للسباحة (الإنجليزية)
- سالفاتور بيليغري على موقع اللجنة الأولمبية الدولية (الإنجليزية)
- سالفاتور بيليغري على موقع أوليمبيديا (الإنجليزية)